# Mont Angayukaqsraq
Le mont Angayukaqsraq, en anglais Mount Angayukaqsraq, est un sommet montagneux américain dans le borough de Northwest Arctic, en Alaska. Il atteint 1 411 mètres d'altitude dans les monts Baird, dont il est le point culminant. Il est situé à la frontière du parc national de Kobuk Valley, dont il est également le plus haut sommet, et de la Noatak Wilderness, dans la réserve nationale Noatak.